# The Settlers
The Settlers (в США видана під назвою Serf City) — відеогра жанру стратегії в реальному часі, містобудівний симулятор, розроблена та видана німецькою компанією Blue Byte Software в 1993 році. Перша частина серії The Settlers.
Сиквел гри було випущено в 1996 році під назвою The Settlers II. Він подарував серії The Settlers велику популярність. Сам сиквел не зрадив традиціям серії, які з'явились у першій частині.

## Ігровий процес

Поселення

The Settlers — стратегія в реальному часі, в якій основна мета кожної місії — побудувати селище з функціонуючою економікою і створювати військові підрозділи для того, щоб захопити землі суперника. Гравцеві належить створювати будівлі й дороги, раціонально розміщувати їх, добувати ресурси та слідкувати за забезпеченням населення необхідними речами. Противники обираються з-поміж 10-и лідерів: від миролюбних до войовничих. Також двоє гравців можуть грати один проти чи спільно проти комп'ютерного опонента за одним ПК в режимі розділеного екрана.
На початку гравець створює в обраному місці замок, з якого прокладаються дороги. В певному радіусі навколо замка можна будувати споруди. Коли курсор наводиться на ту чи іншу місцевість — він змінюється, інформуючи якого типу споруди там можна звести. Поселенці автоматично виходять із замку та вирушають по дорогах на будівництво чи обслуговування готових споруд. Лісопилка, розташована біля дерева, дає деревину, каменоломня — каміння, в гарнізоні тренуються воїни і т. д. Споруди мають складні ланцюжки взаємодії. Так, ферма генерує зерно, що мусить оброблятися поселенцями на млині, а борошно потім перетворюватися на їжу в пекарні. В майстернях різного роду виготовляються знаряддя та зброя для нових поселенців. Фермери вимагають для роботи кіс, рибалки — вудок, будівельники — молотків тощо. В свою чергу кожне знаряддя чи зброя виготовляється з матеріалів: дерева, заліза тощо. Гравець може розподілити на які роботи відправляти яку частину поселенців. До прикладу, якщо гравець вкаже продукувати більше заліза, більше поселенців автоматично вирушить до кузні, але покине ферми.
Дороги складаються з ділянок, розділених прапорцями. Тільки від прапорця можна почати нову ділянку дороги і якщо вона пролягатиме рівною місцевістю. Коли дорога пролягає перетятою місцевістю, проходження нею поселенців можливе, але буде сповільненим. За потреби, дороги та споруди можна зруйнувати.
Воїни (у грі всі вони називаються лицарями), прямують до вказаної цілі та автоматично атакують її. Лицарі знищують тільки споруди чи ворожих лицарів, але не чіпають робітників. Кілька лицарів можуть знаходитися всередині споруди, що утруднює її знищення. Отримати лицарів можна шляхом перетворення на них звичайних поселенців. Стандартно, воїнами стають 30 % поселенців, але гравець може змінити це число.